# François de Curel
François de Curel (Metz, 10 giugno 1854 – Parigi, 26 aprile 1928) è stato un drammaturgo e scrittore francese.

## Biografia
Di origini nobili e campagnole, venne educato e formato culturalmente dai Gesuiti. Questi due elementi contribuirono a rendergli difficile l'inserimento nell'articolato mondo mondano letterario parigino.
Fu un appassionato dei classici e delle scienze; la sua carriera scolastica fu incentrata sulla frequentazione della École Centrale Paris nella facoltà di ingegneria e si concluse con la laurea, ma non potendo lavorare a Metz nell'industria metallurgica della sua famiglia, proseguì gli studî privati e si avvicinò alla scrittura.
Viene considerato il secondo maggiore rappresentante, dopo Ibsen, del cosiddetto "teatro delle idee", genere che l'autore ha alimentato tramite il suo rigoroso approfondimento delle tematiche sociali e ideali, e un'acutezza psicologica applicata a temi di materia morale.
Il suo esordio avvenne come romanziere e autore di novelle intitolate L'Ete des fruits secs (1885) e Le Sauvetage du grand duc (1889), ma seguendo il consiglio del recensore letterario Charles Maurras, François de Curel cercò di far conoscere le sue opere ai teatri parigini, e finalmente dopo un paio di anni, nel 1891, tre suoi drammi vennero accolte dal Théâtre Libre di Antoine. I suoi primi drammi realizzati, L'Envers d'une sainte e L'Amour brode, subirono però continui rifacimenti a causa delle esigenze e della incontentabilità dell'autore.
L'autore andò contro corrente e in un'epoca dominata dal gusto naturalistico, che aveva per programma la riproduzione pessimistica della vita quotidiana, popolare e borghese, nei suoi particolari più amari, invece inscenò un'arte più idealistica, originale, talentuosa, non sempre compresa dal pubblico, basata su uno stile classico nella sua perentoria lucidità.
Se evidenti furono le influenze di Ibsen, le opere di Curel evidenziarono elementi comuni con Corneille, quali la lucidità e la nitidezza dei caratteri che egli descrisse acutamente, talvolta con una certa freddezza, nonché per la sua preferenza verso i personaggi femminili.
I drammi più significativi furono L'Envers d'une sainte (1892), riguardante una vocazione errata di una monaca, La Danse devant le miroir (1914), nel quale l'autore focalizza la sua attenzione sui sentimenti dell'amore, Terre inhumaine (1922), ossia un manifesto di condanna delle atrocità della guerra; La nuovelle idole (1916).

## Opere principali
Teatro
- L’Envers d’une sainte, pièce in 3 atti, Parigi, Théâtre-Libre, 25 gennaio 1892
- Les Fossiles, pièce in 4 atti, Parigi, Théâtre-Libre, 29 novembre 1892
- L’Invitée, commedia in 3 atti, Parigi, Théâtre du Vaudeville, 19 gennaio 1893
- L’Amour brode, pièce in 3 atti, Parigi, Comédie-Française, 12 ottobre 1893
- La Figurante, commedia in 3 atti, Parigi, Théâtre de la Renaissance, 5 marzo 1896
- Le Repas du lion, pièce in 5 atti, Parigi, Théâtre Antoine, 26 novembre 1897
- La Nouvelle idole, pièce in 3 atti, Parigi, Théâtre Antoine, 8 febbraio 1899
- La Fille sauvage, pièce in 6 atti, Parigi, Théâtre Antoine, 17 febbraio 1902
- Le Coup d’aile, pièce in 3 atti, Parigi, Théâtre Antoine, 10 gennaio 1906
- La Danse devant le miroir, pièce in 2 atti, Parigi, Théâtre de l'Ambigu-Comique, 17 gennaio 1914
- La Comédie du génie, commedia in 3 atti, 1918-1919
- L'Âme en folie, commedia drammatica in 3 atti, Parigi, Théâtre des Arts, 23 dicembre 1919
- La Biche au bois, féerie-vaudeville, 1920
- Théâtre complet :  testo rivisto dall'autore con la storia di ogni pezzo, seguito dai ricordi dell'autore (6 volumi, 1920-1924) Testo on line 1 2 3 5 6
- L'Ivresse du Sage, commedia in 3 atti, Parigi, Comédie-Française, 5 dicembre 1922
- Terre inhumaine, dramma in 3 atti, Parigi, Théâtre des Arts, 13 dicembre 1922 (adattamento cinematografico nel 1959 da Claude Autant-Lara con il titolo di Le Bois des amants)
- La Viveuse et le moribond, commedia in 3 atti, Monte Carlo, Théâtre de Monte Carlo, 29 dicembre 1925
- Orage mystique, pièce in 3 atti, Parigi, Théâtre des Arts, 1er dicembre 1927

Vari generi
- L'Été des fruits secs (1885)
- Le Sauvetage du grand duc (1889)
- Le Solitaire de la lune (1909)
- L'Idée pathétique et vivante, pensées choisies (1912)
- L'Orphelinat de Gaëtan (1927)
- La chasse, ma grande passion. Parigi, Durel, 1949,  (estratto da Historique de l'âme en folie, articolo pubblicato nella Revue de Paris, febbraio-marzo 1922).

## Versioni cinematografiche
Alcune delle opere di de Curel sono state adattate per lo schermo:
- The Savage Woman di Edmund Mortimer e Robert G. Vignola, adattamento di La Fille sauvage con Clara Kimball Young (1918)
- Ankara postasi di Muhsin Ertugrul, film turco tratto da Terre inhumaine, (1928)
- This Mad World di William C. de Mille, tratto da Terre inhumaine, con Kay Johnson e Basil Rathbone (1930)
- Il bosco degli amanti (Le Bois des amants) di Claude Autant-Lara, film francese con Laurent Terzieff (1960)